# Dzikowo (powiat myśliborski)
Dzikowo (niem. Dieckow) – wieś w Polsce położona w województwie zachodniopomorskim, w powiecie myśliborskim, w gminie Barlinek.
| SIMC    | Nazwa  | Rodzaj  |
| ------- | ------ | ------- |
| 0177595 | Pustać | kolonia |

W latach 1975–1998 miejscowość należała administracyjnie do województwa gorzowskiego.
Według danych z 1 stycznia 2011 wieś zamieszkiwało 159 osób. 
Wieś położona 7 km na zachód od Barlinka przy drodze wojewódzkiej nr 156 i nieczynnej linii kolejowej nr 410. W Dzikowie zachował się kościół z kamienia i cegły z przełomu XV i XVI wieku, przebudowany na początku XX wieku. We wsi znajduje się też park o powierzchni 14,5 ha z XVII wieku, a w nim relikty pałacu z XVII/XVIII w. W miejscowości funkcjonowało stowarzyszenie sportowe „Platan Dzikowo”.